# 736 v.Chr.
Het jaar 736 v.Chr. is een jaartal volgens de christelijke jaartelling.

## Gebeurtenissen

### Egypte
- Farao Piye verovert Opper-Egypte en neemt het priester-koningschap op zich.
- Piye wordt door de farao's in Leontopolis en Tanis erkend als hogepriester van Amon.
- De 25e dynastie van Egypte (Nubische) is een feit, de voornaamste weerstand komt van Saïs.